# Budweiser Events Center
Le Budweiser Events Center est une salle omnisports à Loveland, Colorado. L'arène a ouvert en 2003 avec un match d'exhibition de hockey entre l'Avalanche du Colorado et les Panthers de la Floride. Il est la patinoire des Eagles du Colorado dans la LAH.
Le Events Center a été l'hôte des comédiens Bill Cosby, Ron White, et Carlos Mencia, ainsi que Ringling Bros. and Barnum & Bailey Circus, Disney on Ice, The Wiggles, WWE, et les Globetrotters de Harlem.

## Événements
- Le match des étoiles de la Ligue centrale de hockey pour 2009